# Shigeru Miyamoto
Shigeru Miyamoto (jap. 宮本茂 Miyamoto Shigeru; ur. 16 listopada 1952 w Kioto) − dyrektor i główny manager do spraw rozrywki i analizy w przedsiębiorstwie Nintendo.

## Kariera
Po skończeniu studiów, w wieku 24 lat, Miyamoto z dyplomem artysty plastyka został przyjęty do przedsiębiorstwa Nintendo, gdzie pracował na stanowisku grafika. W roku 1981 współtworzył grę Donkey Kong.
Współautor wielu gier na automaty i konsole jak Super Mario Bros., Donkey Kong, Star Fox czy serii gier fabularnych The Legend of Zelda.
W 2010 roku został laureatem nagrody BAFTA Fellowship. W 2019 roku otrzymał, corocznie przyznawany, japoński tytuł honorowy zasłużonego dla kultury, stając się pierwszą osobą z branży gier komputerowych która otrzymała ten tytuł.